# Canadá nos Jogos Olímpicos de Verão de 1928
O Canadá nos Jogos Olímpicos de Verão de 1928, em Amesterdão, nos Países Baixos competiu representado por 69 atletas, sendo 62 homens e 7 mulheres, que disputaram provas de 49 modalidades esportivas de oito esportes diferentes, conquistando um total de 15 medalhas para o país, destas, quatro foram de ouro, quatro de prata e mais sete de bronze. O Canadá terminou a competição na 10ª colocação no quadro geral de medalhas da competição

## Medalhistas

### Ouro
- Percy Williams — Atletismo, 100m rasos;
- Percy Williams — Atletismo, 200m rasos;
- Ethel Catherwood — Atletismo, Salto em altura feminino;
- Ethel Smith, Bobbie Rosenfeld, Myrtle Cook, Florence Jane Bell — Atletismo, Revezamento 4x100m feminino.

### Prata
- Bobbie Rosenfeld — Atletismo, 100m rasos feminino.
- James Ball — Atletismo, 400m rasos feminino.
- Joseph Wright, Jr. e John Guest — Remo
- Donald Stockton — Lutas.

### Bronze
- Ethel Smith — Atletismo, 100m rasos feminino
- James Ball, Stanley Glover, Phil Edwards, Alex Wilson — Atletismo, Revezamento 4x400m masculino.
- Raymond Smillie — Boxe.
- Frederick Hedges, Frank Fiddes, John Hand, Herbert Richardson, Jack Murdoch, Athol Meech, Edgar Norris, William Ross, John Donnelly — Remo
- Munroe Bourne, James Thompson, Garnet Ault, Walter Spence — Natação, Revezamento 4x200m Estilo livre.
- James Trifunov — Luta.
- Maurice Letchford — Luta.